# 紐卡素2015年至2016年球季
紐卡素2015年至2016年球季（英語：2015–16 Newcastle United F.C. season）是纽卡斯尔联足球俱乐部自1893年加入英格蘭足球聯賽後第112個球季，上季在英格兰足球超级联赛以第15位結束球季。

## 球衣
| 主場球衣 | 作客球衣 | 第三球衣 |

## 球員名單
粗體字為本季新加盟球員

## 外部連結
- 紐卡素官方網站 （页面存档备份，存于）
- espnfc.com: Newcastle United Home （页面存档备份，存于）
- Newcastle @ soccerbase （页面存档备份，存于）
- newcastleunited-mad （页面存档备份，存于）
- historicalkits.co.uk: Barclays English Premier League 2015 - 2016 （页面存档备份，存于）